# Renaldo Kalari
Renaldo Kalari (ur. 25 czerwca 1984 w Tiranie) – albański piłkarz i trener piłkarski, w latach 2000–2001 członek albańskiej reprezentacji U-16.